# Orthocladius novostylus
Orthocladius novostylus är en tvåvingeart som beskrevs av Chaudhuri och Soumyendra Nath Ghosh 1982. Orthocladius novostylus ingår i släktet Orthocladius och familjen fjädermyggor. Inga underarter finns listade i Catalogue of Life.